# Richard Bull

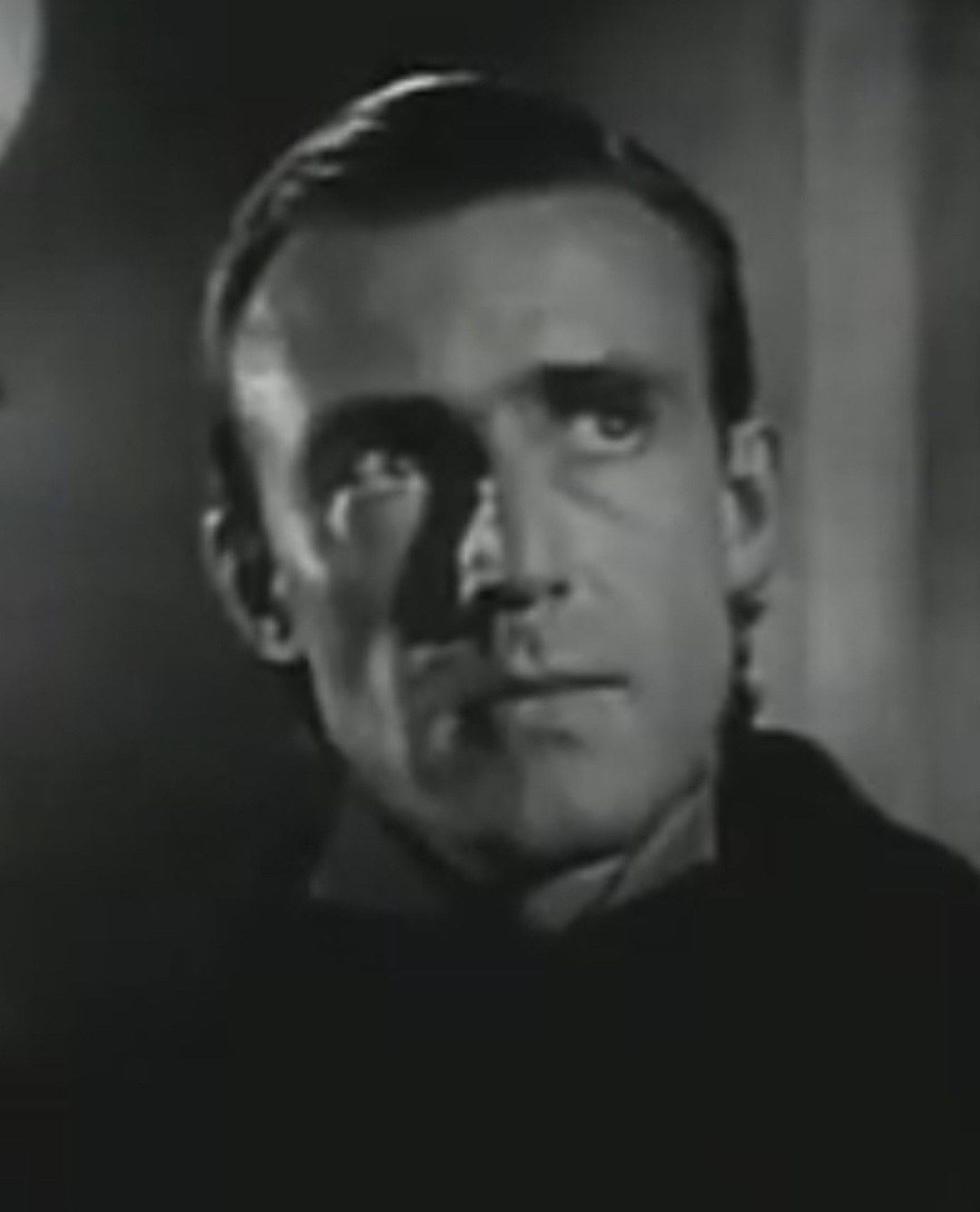
Richard Bull 1958

Richard Bull (* 26. Juni 1924 in Zion, Illinois; † 3. Februar 2014 in Calabasas, Kalifornien) war ein US-amerikanischer Schauspieler. Er wirkte in fast 100 Fernsehproduktionen mit. Seine bekannteste Darstellung ist die des Nels Oleson in der Serie Unsere kleine Farm.

## Leben und Karriere
Bull startete seine Karriere kurz vor dem Zweiten Weltkrieg als Bühnenschauspieler in Chicago. Bevor er in Unsere kleine Farm mitwirkte, spielte er von 1964 bis 1968 in Die Seaview – In geheimer Mission den ‚Doc‘ auf dem U-Boot „Seaview“. Nach dem Ende von Unsere kleine Farm wirkte Bull in etlichen Serien mit und bekam als Freund von Michael Landon Rollen in vielen seiner Produktionen, so auch in Landons letztem Fernsehfilm von 1990 Where Pigeons Go to Die. Auch wirkte er aufgrund seiner sanften Stimme in zahlreichen Werbespots mit.
Von 1948 bis zu seinem Tod war Richard Bull mit der Schauspielerin Barbara Collentine (1924–2022) verheiratet. Im Jahr 2000 spielte das Ehepaar zusammen in dem kanadischen Film A Day in a Life. Bull lebte mit seiner Frau in Chicago und war abseits der Schauspielerei auch als Kunstmaler tätig. Er starb am 3. Februar 2014 im kalifornischen Calabasas an einer Lungenentzündung.

## Filmografie (Auswahl)
- 1958: Perry Mason (Fernsehserie, 1 Folge)
- 1962–1965: Alfred Hitchcock zeigt (Fernsehserie, 3 Folgen)
- 1964–1968: Die Seaview – In geheimer Mission (Fernsehserie, 27 Folgen)
- 1965: Geheimagent Barret greift ein (The Satan Bug)
- 1967: Die fünf Geächteten
- 1967–1971: Kobra, übernehmen Sie (Fernsehserie, 3 Folgen)
- 1968: Thomas Crown ist nicht zu fassen
- 1968: Der große Schweiger (The Stalking Moon)
- 1968–1974: Mannix (Fernsehserie, 6 Folgen)
- 1969: Hawaii Fünf-Null (Fernsehserie, 1 Folge)
- 1969–1972: Bonanza (Fernsehserie, 2 Folgen)
- 1971: Lawman
- 1971: Andromeda – Tödlicher Staub aus dem All
- 1971: Columbo: Schritte aus dem Schatten (Lady in Waiting, Fernsehreihe)
- 1972: Keine Gnade für Ulzana (Ulzana's Raid)
- 1973: Unternehmen Staatsgewalt (Executive Action)
- 1973: Ein Fremder ohne Namen (High Plains Drifter)
- 1973–1974: Die Straßen von San Francisco (Fernsehserie, 3 Folgen)
- 1973–1976: Barnaby Jones (Fernsehserie, 4 Folgen)
- 1974: Zeuge einer Verschwörung (The Parallax View)
- 1974–1983: Unsere kleine Farm (Fernsehserie, 147 Folgen)
- 1985–1988: Ein Engel auf Erden (3 Folgen)
- 1990: Der letzte Flug der Taube
- 1999: Emergency Room – Die Notaufnahme (Fernsehserie, 1 Folge)
- 2000: A Day in a Life
- 2001: The Secret
- 2006: Ab in den Knast (Let's Go to Prison)
- 2008: Beschützer wider Willen (Witless Protection)
- 2011: Boss (Fernsehserie, 1 Folge)